# 송재호 (펜싱 선수)
송재호(宋在淏, 1990년 2월 19일~)는 대한민국의 펜싱 선수, 지도자로 주 종목은 에페이다. 